# سجلات نارنيا: رحلة سفينة داون تريدر
سجلات نارنيا: رحلة سفينة داون تريدر (بالإنجليزية: The Chronicles of Narnia: The Voyage of the Dawn Treader)‏ هو فيلم فنتازيا تم إنتاجه في المملكة المتحدة والولايات المتحدة وصدر في سنة 2011. الفيلم من إخراج مايكل أبتد وكتابة كريسنوفير ماركوس وستيفين ماكفيلي. هذا هو الجزء الثالث في سلسلة أفلام سجلات نارنيا، وهو من بطولة جورجي هينلي واسكندر كينز وويل بولتر وليام نيسون وسايمون بيج.

## الممثلون والشخصيات
- جورجي هينلي (بدور: لوسي)
- اسكندر كينز (بدور: إدموند)
- ويل بولتربدور الأمير بيتر
- ليام نيسون
- سايمون بيج
- بن بارنز (بدور: الأمير كاسبيان)

## الميزانية والإيرادات
بلغت تكلفة إنتاج الفيلم حوالي 140–155 مليون دولار بينما حقق أرباحا تقدر بـ 415,686,217 دولار.

## وصلات خارجية
- سجلات نارنيا: رحلة سفينة داون تريدر على موقع IMDb (الإنجليزية)
- سجلات نارنيا: رحلة سفينة داون تريدر على موقع ميتاكريتيك (الإنجليزية)
- سجلات نارنيا: رحلة سفينة داون تريدر على موقع روتن توميتوز (الإنجليزية)
- سجلات نارنيا: رحلة سفينة داون تريدر على موقع نتفليكس (الإنجليزية)
- سجلات نارنيا: رحلة سفينة داون تريدر على موقع قاعدة بيانات الأفلام العربية
- سجلات نارنيا: رحلة سفينة داون تريدر على موقع ألو سيني (الفرنسية)
- سجلات نارنيا: رحلة سفينة داون تريدر على موقع Turner Classic Movies (الإنجليزية)
- سجلات نارنيا: رحلة سفينة داون تريدر على موقع أول موفي (الإنجليزية)
- سجلات نارنيا: رحلة سفينة داون تريدر على موقع بوكس أوفيس موجو (الإنجليزية)
- سجلات نارنيا: رحلة سفينة داون تريدر على موقع فيلمافينيتي (الإسبانية)

1. ↑  "معلومات عن سجلات نارنيا: رحلة سفينة داون تريدر على موقع tv.com". tv.com. مؤرشف من الأصل في 2017-11-12.
2. ↑  "معلومات عن سجلات نارنيا: رحلة سفينة داون تريدر على موقع synchronkartei.de". synchronkartei.de. مؤرشف من الأصل في 2019-07-04.
3. ↑  "معلومات عن سجلات نارنيا: رحلة سفينة داون تريدر على موقع elfilm.com". elfilm.com. مؤرشف من الأصل في 2017-10-24.